# Neoclarkinella
Neoclarkinella är ett släkte av steklar. Neoclarkinella ingår i familjen bracksteklar.
Kladogram enligt Catalogue of Life:
| Neoclarkinella | \| \| Neoclarkinella punctata \| \| \| \| \| \| Neoclarkinella vitellinipes \| \| \| \| |
|                | \| \| Neoclarkinella punctata \| \| \| \| \| \| Neoclarkinella vitellinipes \| \| \| \| |
|                | Neoclarkinella punctata                                                                 |
|                |                                                                                         |
|                | Neoclarkinella vitellinipes                                                             |
|                |                                                                                         |